# مایکل ملکا
مایکل ملکا (انگلیسی: Michael Melka؛ زادهٔ ۹ ژوئیهٔ ۱۹۷۸) بازیکن فوتبال اهل آلمان است.
از باشگاه‌هایی که در آن بازی کرده‌است می‌توان به باشگاه فوتبال آلمانیا آخن، باشگاه فوتبال بروسیا مونشن‌گلادباخ، و باشگاه فوتبال فورتونا دوسلدورف اشاره کرد.